# Kovách Attila
Kovách Attila (Igar, 1935. január 15. – Budapest, 2016. június 7.) a Dunántúli Református Egyházkerület püspöke 1979-től 1990-ig.

## Életútja
Szülei: Kovách Imre községi főjegyző és Kovács Berta. Felesége Kocsis Piroska óvónő. 1959-ben a Református Debreceni Teológiai Akadémián kapott lelkészi oklevelet. 1959–1960-ban postgraduális ösztöndíjjal tanulmányokat folytatott a Münsteri Egyetem Pro. Teológiai Fakultásán. 1988-ban tiszteletbeli teológiai doktori címet kapott a Budapesti Református Teológiai Akadémián. 1953–1955-ben internátusi lelki gondozó teológus a Debreceni Református Kollégiumban, 1958–1959-ben kollégiumi szénior Debrecenben. 1959–1960-ban segédlelkész a Debreceni Nagytemplomban. 1959–1961-es években a debreceni Északi és a Kossuth utcai Egyházközségben. 1961-től 1968-ig a Magyarországi Református Egyház Konventi majd Zsinati Irodája Külügyi Osztályának előadója, 1968-tól 1979-ig vezetője. 1973–1976-os években a Zsinati Iroda vezetője is. 1978–1979-ben zsinati tanácsos. 1979. július 20-tól 1991. február 2-ig a Dunántúli Református Egyházkerület püspöke. 1979. július 20-tól 1991. augusztus 31-ig a Veszprémi Református Egyházközség lelkésze, majd besegítő lelkész. 1991. szeptember 1-jétől az Országos Református Gyűjteményi Tanács tudományos munkatársa, (a Pápai Református Tudományos Gyűjtemények állományában). 2005-től a budapesti Kálvin János Református Idősek Otthona lakója. 1986-tól a Magyarországi Református Egyház Theológiai Doktorainak Kollégiuma Ökumenikai Szekciójának elnöke. 1986–1989-ben Zsinat lelkészi alelnöke. 1979 és 1991 között a Budapesti Református Teológiai Akadémia Igazgatótanácsának lelkészi alelnöke. 1979-től 1990-ig a Magyarországi Egyházak Ökumenikus Tanácsának alelnöke, előtte több bizottság tagja. 1987–1989-ben az Ökumenikus Tanács és a Rk. Püspöki Konferencia közös bizottságának társelnöke. 1974 és 1992 között az Európai Egyházak Konferenciája: Tanácsadó Bizottságának tagja. 1966-tól több bizottság tagja. EEK-Rk. Püspöki Konferenciák Európai Szervezete közös bizottságában négy évig tag. 1969–1970-ben az Európai Református–Evangélikus Párbeszéd Bizottsága. Hivatalos küldöttként részt vett több jelentős külföldi egyházi tanácskozáson (Európai Egyházak Konferenciája, Egyházak Világtanácsa nagygyűlése Vancuver 1983, Református Világszövetség nagygyűlése Ottawa, 1982, illetve európai nagygyűlés 1965, Keresztyén Békevilággyűlések). Hazafias Népfront Országos Tanácsának tagja az 1980-as évek második felében. 1989–1992-ben a Megyei Választási Bizottság elnöke. 1977-ben a Munkaérdemrend ezüst, 1985-ben a Munkaérdemrend arany fokozata kitüntetést kapta. 1978–1979 között a Hungarian Church Press munkatársa, majd felelős szerkesztője is. A Zsinati Iroda tisztviselőjeként, majd püspökként számos beszámolót, híradást, jelentést, ökumenikus helyzetelemzést, könyv és folyóirat ismertetést publikált (Reformátusok Lapja, Hungarian Church Press). Tagja annak a munkaközösségnek, amely 1990–1998 között az Ökumenikus Tanulmányi Központ 16 tanulmányi füzetét írta. Teológiai tanulmányai jelentek meg a Teológiai Szemle, Református Egyház, Reformátusok Lapja, Kálvin Kalendárium s Confessio egyházi folyóiratokban. Németből fordította: Ingo Baldermann, Megnyílt az ég – A Názáreti Jézus napjaink reménysége c. művét. Bp., 1993. Pócsmegyeren, a református temetőben nyugszik.